# Scutellaria juzepczukii
Scutellaria juzepczukii là một loài thực vật có hoa trong họ Hoa môi. Loài này được Gontsch. miêu tả khoa học đầu tiên năm 1938.